# Д’Аверса, Роберто
Роберто Д’Аверса (итал. Roberto D'Aversa; род. 12 августа 1975, Штутгарт) — итальянский футболист и футбольный тренер.

## Карьера

### Игровая
Воспитанник клуба «Милан». Тем не менее так и не сыграл за первую команду, играя в основном в небольших клубах Серии А или в низших лигах. В сезоне 2004/05 был отстранён от футбола на 6 месяцев за участие в договорном матче. Также были отстранены другие игроки «Сиены»: Стефано Беттарини, Антонио Мараско, Маурицио Каккавале, Альфредо Фьяано и Дженоросо Росси. 28 января 2007 года сыграл свой первый матч в Серии А за «Мессину». Это произошло в матче против «Асколи».

### Тренерская
3 декабря 2016 года назначен главным тренером клуба Лиги Про «Парма». Контракт подписан до конца сезона 2017/18. 30 июня 2018 продлил контракт с «gialloblù» до 30 июня 2020 года. 23 августа 2020 года «Парма» объявила о расставании со специалистом. Под руководством Д’Аверса «Парма» попеременно прошла Лигу Про 2016/17, выиграв плей-офф за место повышения в Серию B 2017/18, затем в следующем сезоне со 2-го места вышла в Серию A 2018/19, где в первом сезоне заняла 14 место, а во втором — 11 место.
7 января 2021 года вновь возглавил «Парму» после отставки Фабио Ливерани.
4 июля 2021 года сменил Клаудио Раньери на посту наставника «Сампдории». Контракт подписан до 30 июня 2023 года. 17 января 2022 года контракт был расторгнут.